# Kandava

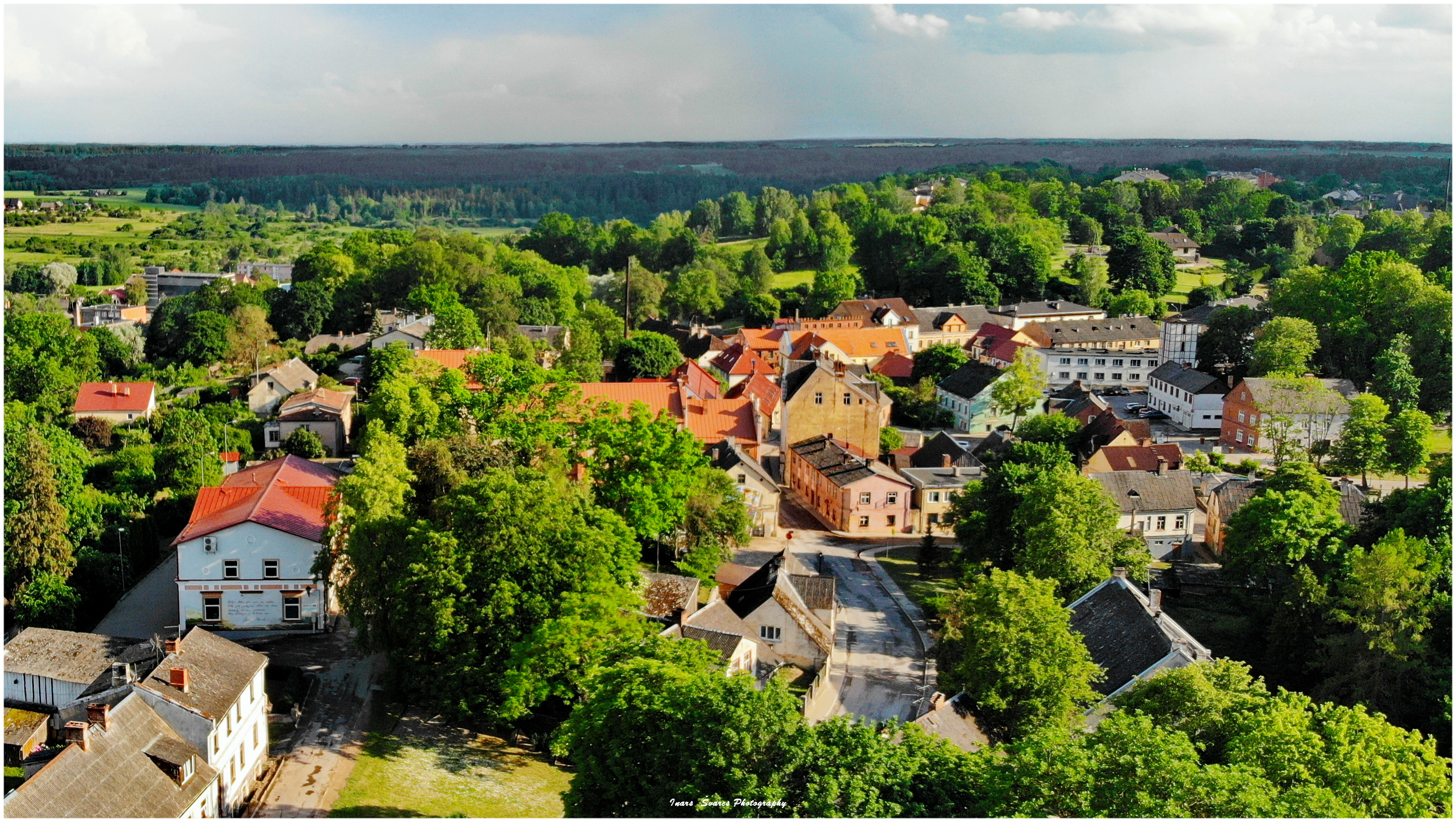
Kandava

 Kandava (deutsch: Kandau) ist eine Kleinstadt mit 3.298 Einwohnern (Stand 1. Januar 2022) am Fluss Abava im Westen Lettlands. Die Kommune Kandava ist das lettische Mitglied der European Charter – Villages of Europe, eine Gruppe ländlicher Gemeinden aus allen 28 EU-Ländern.

## Geschichte
Seit dem 10. Jahrhundert verdrängten die Kuren die einheimischen Liven aus diesem Gebiet. Kandava (Villa Candowe) wurde 1230 erstmals schriftlich erwähnt. Ab 1253 befand sich hier eine Burg, um die sich der Ort entwickelte, welcher 1625 Marktrecht erhielt. Zu Zeiten des Herzogs Jakob Kettler wurden verschiedene Manufakturen errichtet, die Einwohnerzahl überstieg 1000. In den Nordischen Kriegen wurde die Burg mehrmals zerstört. Nach der Pest-Epidemie von 1710 war der Ort weitgehend entvölkert.
Als Teil des russischen Gouvernements Kurland erholte sich der Ort. 1893 wurden ihm die Stadtrechte verliehen. 1904 wurde eine Station an der Bahnlinie Riga-Ventspils eröffnet. 1905 herrschte im Dezember ein revolutionäres Komitee. Im Ersten Weltkrieg wurden 75 % der Einwohner zwangsevakuiert, als 1915 die Front näher rückte.
Bis zur Besetzung durch deutsche Truppen im Zweiten Weltkrieg hatte die Stadt eine große jüdische Gemeinde mit einer Synagoge und einem Friedhof. Beim Holocaust wurden die meisten Juden der Stadt Kandava ermordet. Während der sowjetischen Besetzung Lettlands wurde die Synagoge als Kino genutzt. An die 1941 und 1949 aus Kandava nach Russland deportierten Letten erinnert ein Denkmal an der Straße nach Sabile (Sabiles iela).
Nach dem Zweiten Weltkrieg wurden weitere Industriebetriebe angesiedelt, sodass sich die Einwohnerzahl bis 1989 verdoppelte.
Im Zuge einer Verwaltungsreform bildete Kandava 1999 mit fünf Landgemeinden den ersten „novads“ (Bezirk) in Lettland. 2009 schlossen sich zwei weitere Gemeinden dem Bezirk Kandava an, der 2021 im Bezirk Tukums aufging.

## Ordensburg Kandau
Von der Ordensburg Kandau des Deutschen Ordens blieben Mauerreste, Wallanlagen sowie der Pulverturm erhalten.

## Evangelisch-Lutherische Kirche von Kandava
Die Kirche wurde 1736 im Barockstil erbaut.

## Pfarrhaus
Das Pfarrhaus (Kandavas mācītājmuiža) wurde in der ersten Hälfte des 19. Jahrhunderts im klassizistischen Stil errichtet.

## Ehemalige Synagoge
Die Synagoge wurde 1880 errichtet. Nach Vernichtung der jüdischen Bevölkerung unter der deutschen Besatzung im Zweiten Weltkrieg diente das Gebäude zunächst als Lagenhaus und wurde in den 1950er Jahren zu einem inzwischen geschlossenen Kino umgebaut.

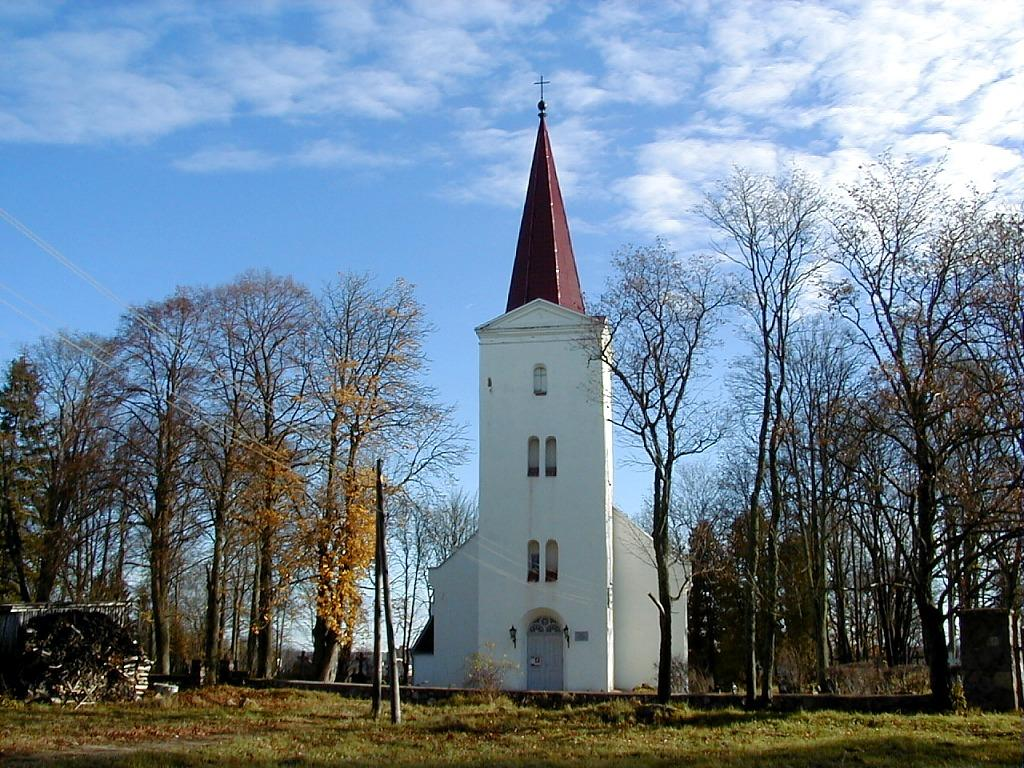
Evangelisch-lutherische Kirche zu Kandava
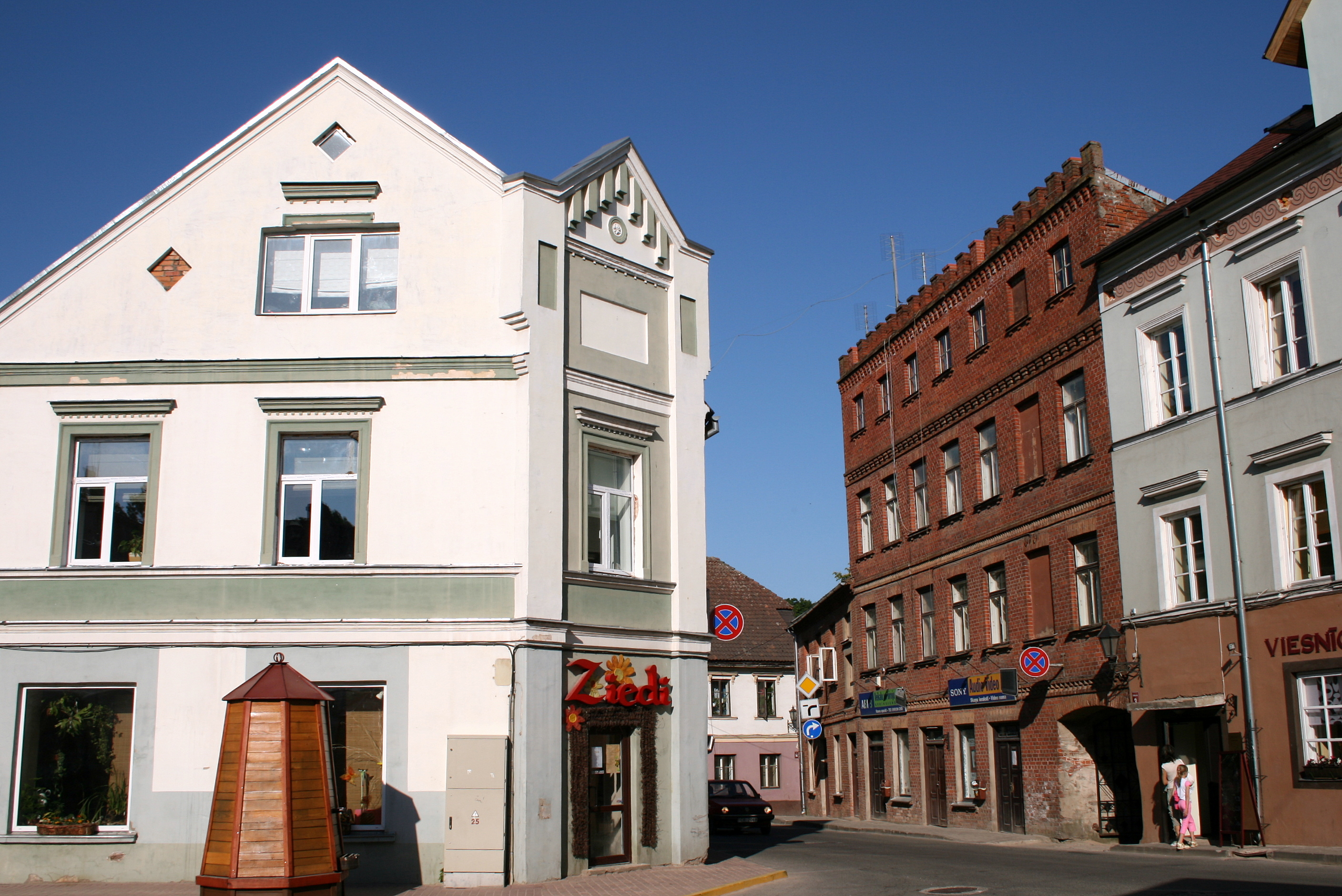
Stadtzentrum
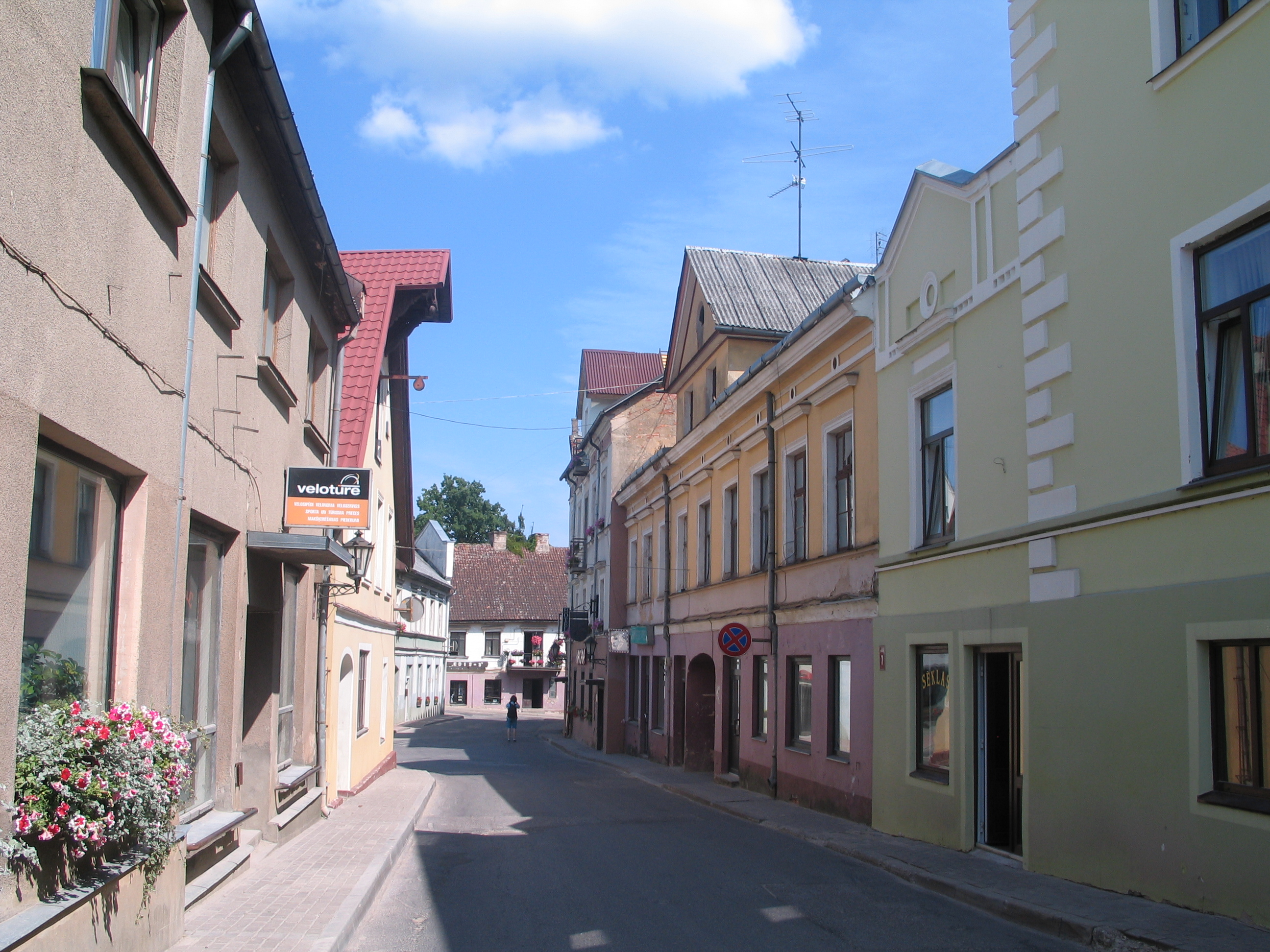
Straße in Kandava
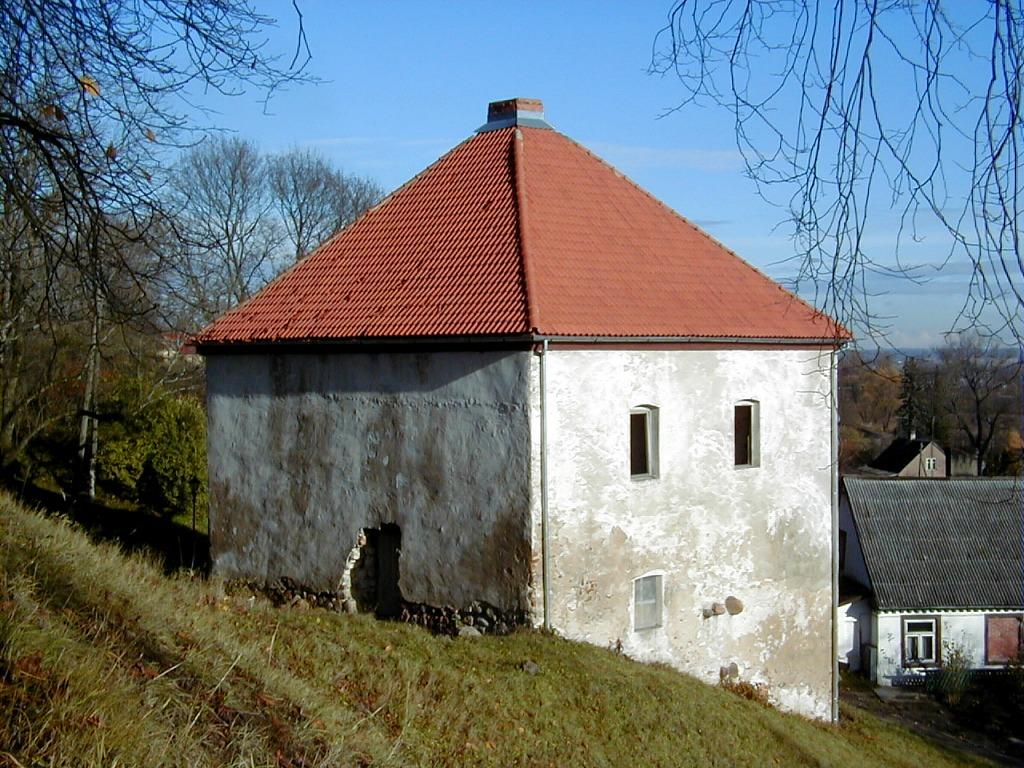
Pulverturm
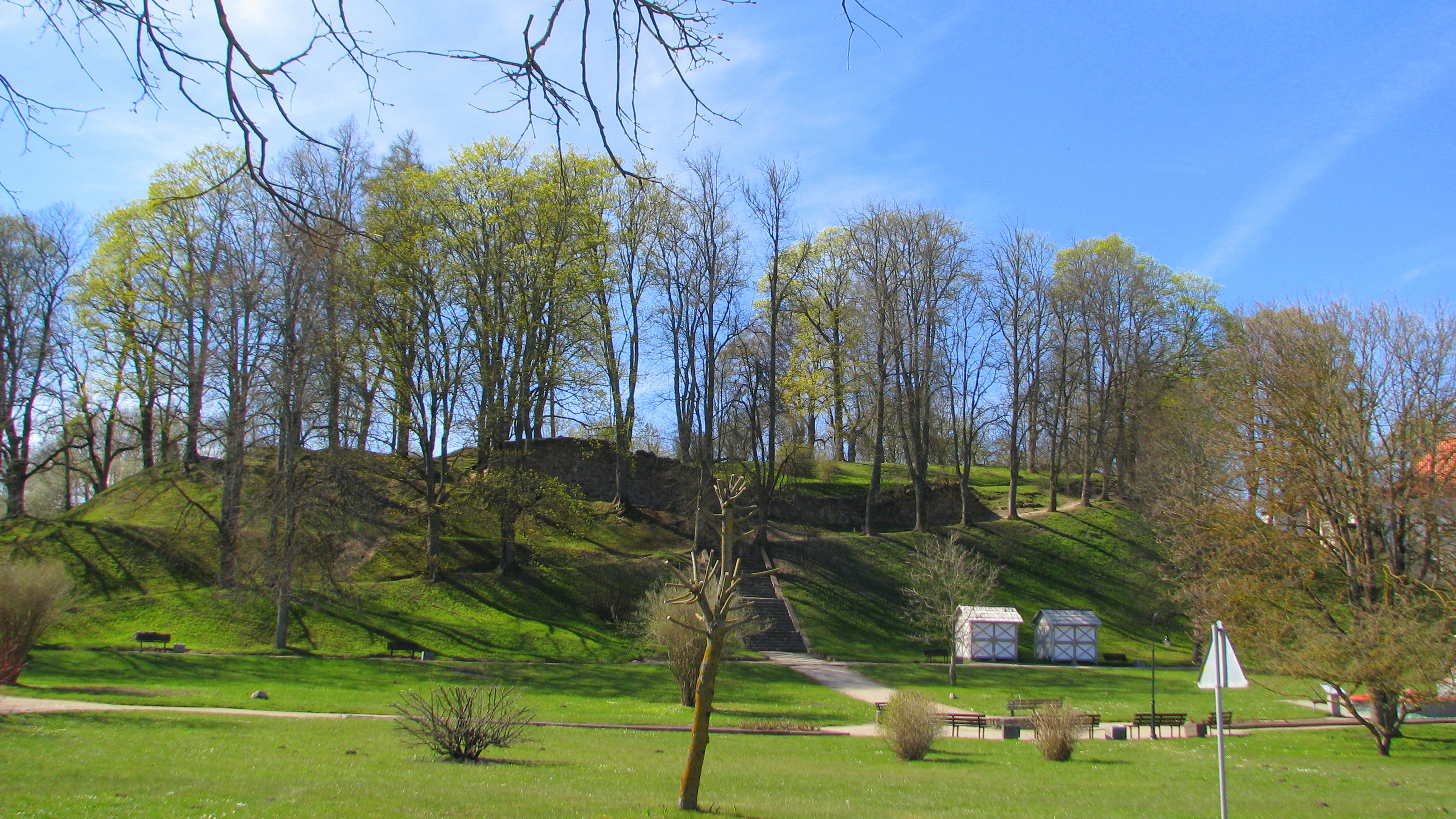
Ruine der Deutsch-ordensburg Kandau
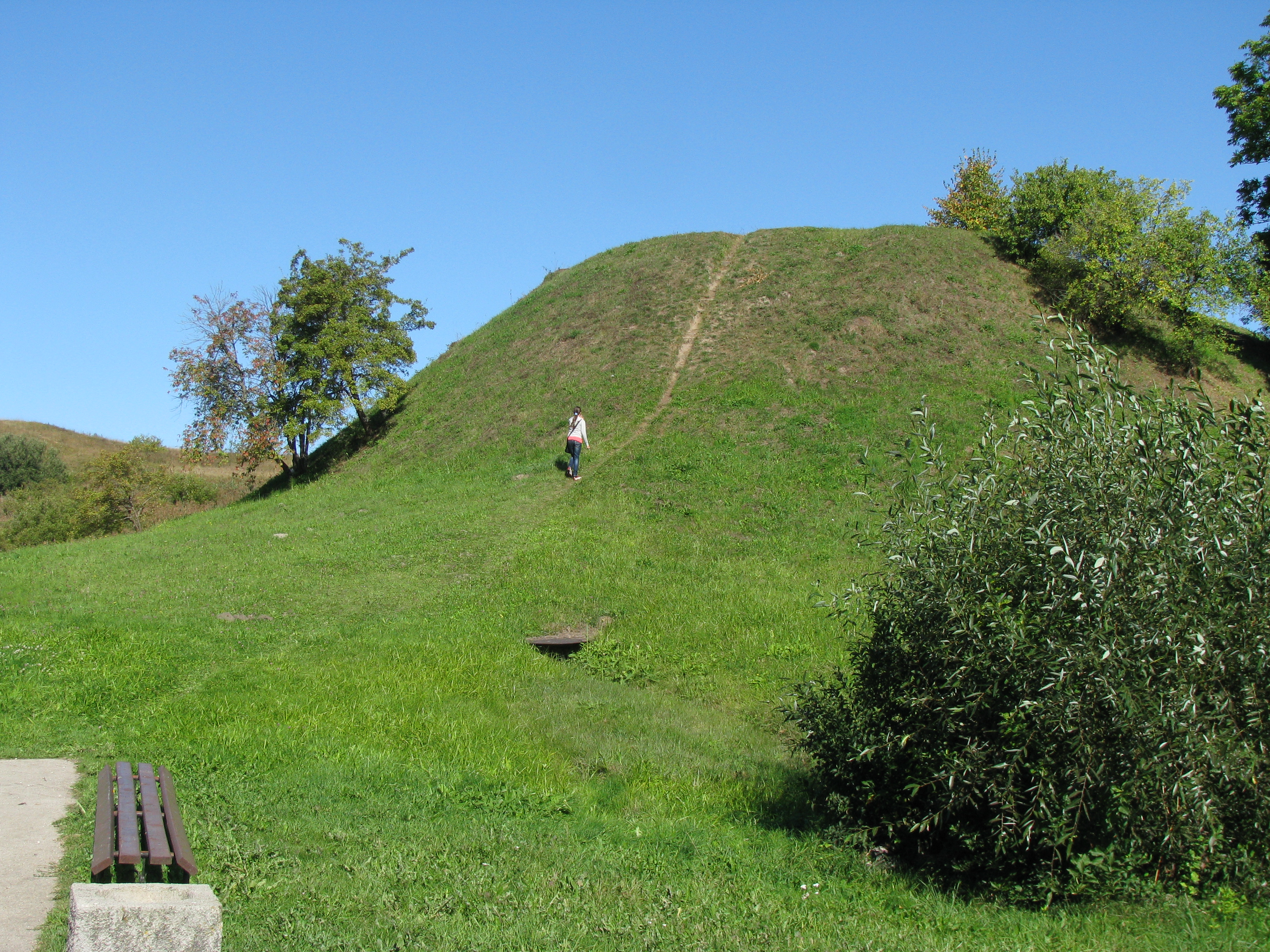
Am Burgberg Kandau
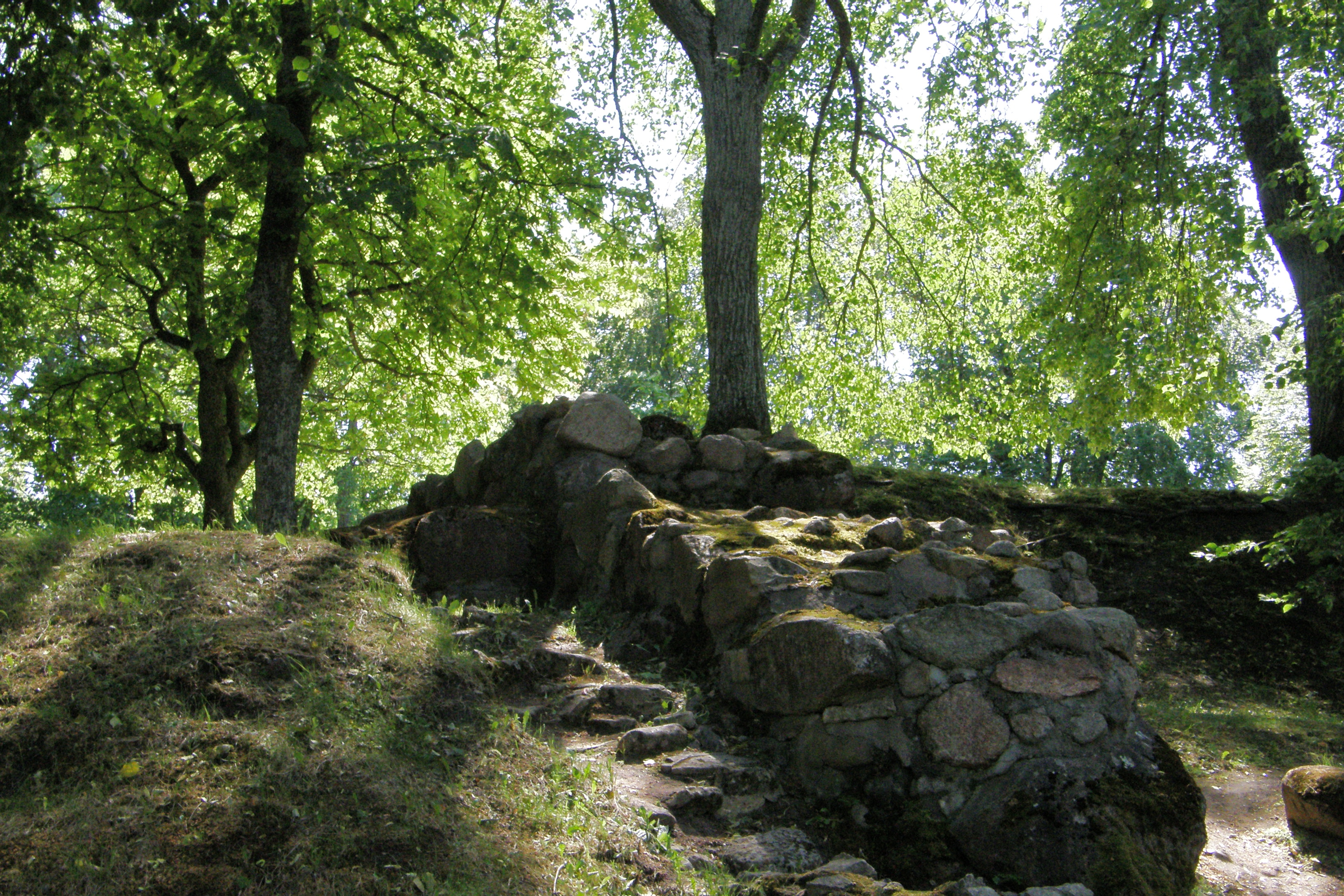
Mauerreste der Ordensburg Kandau
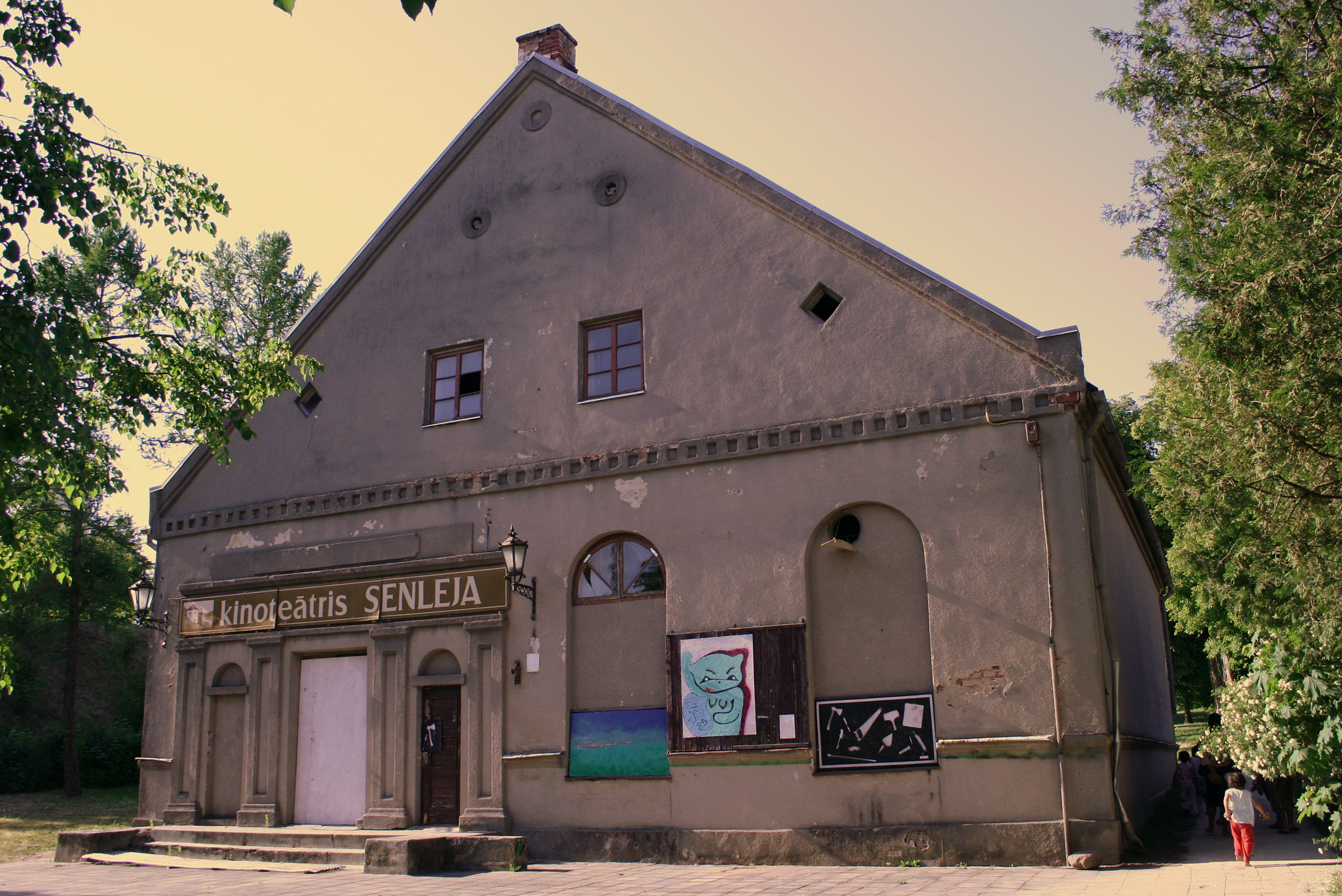
Ehemalige Synagoge
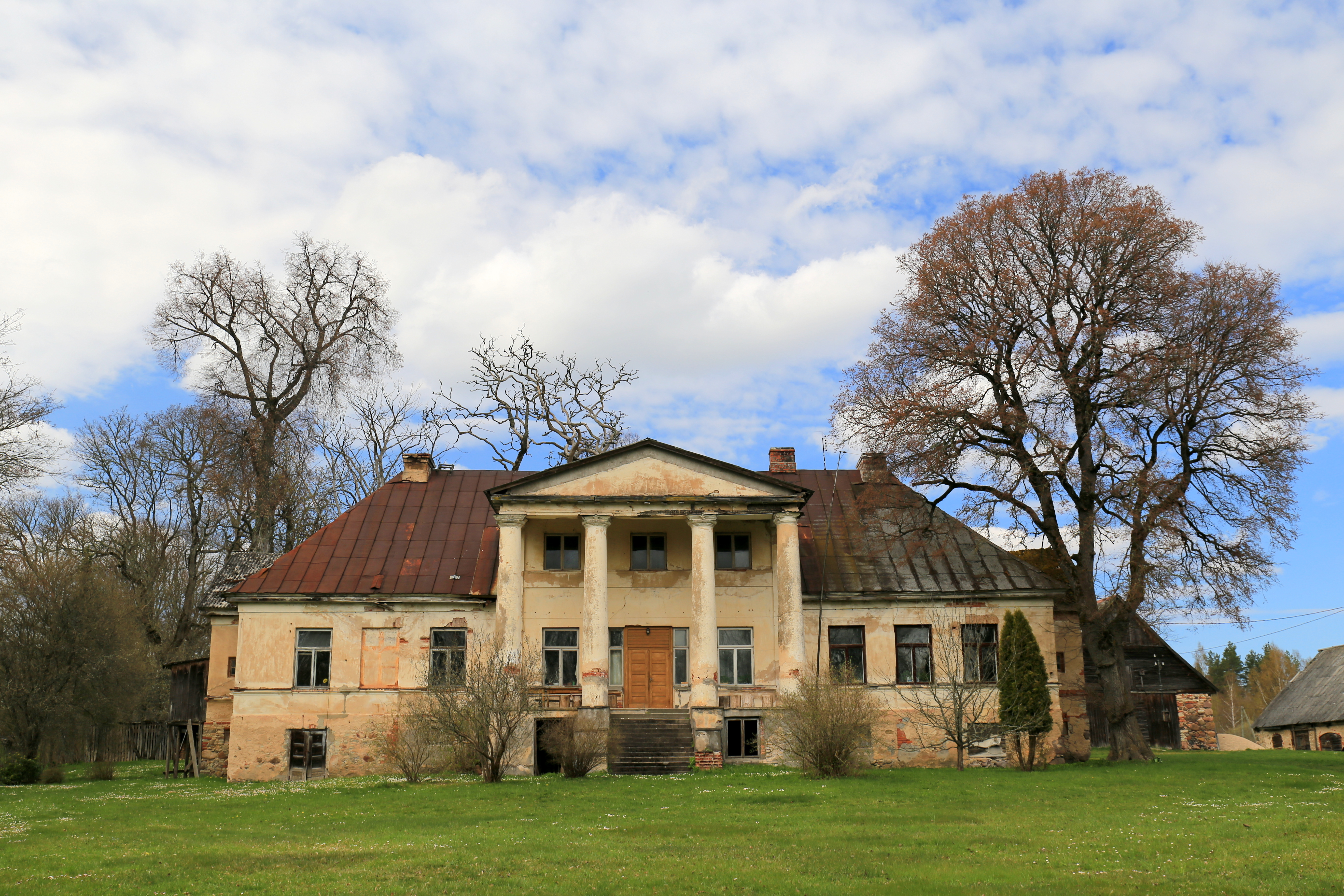
Pfarrhaus von Kandava
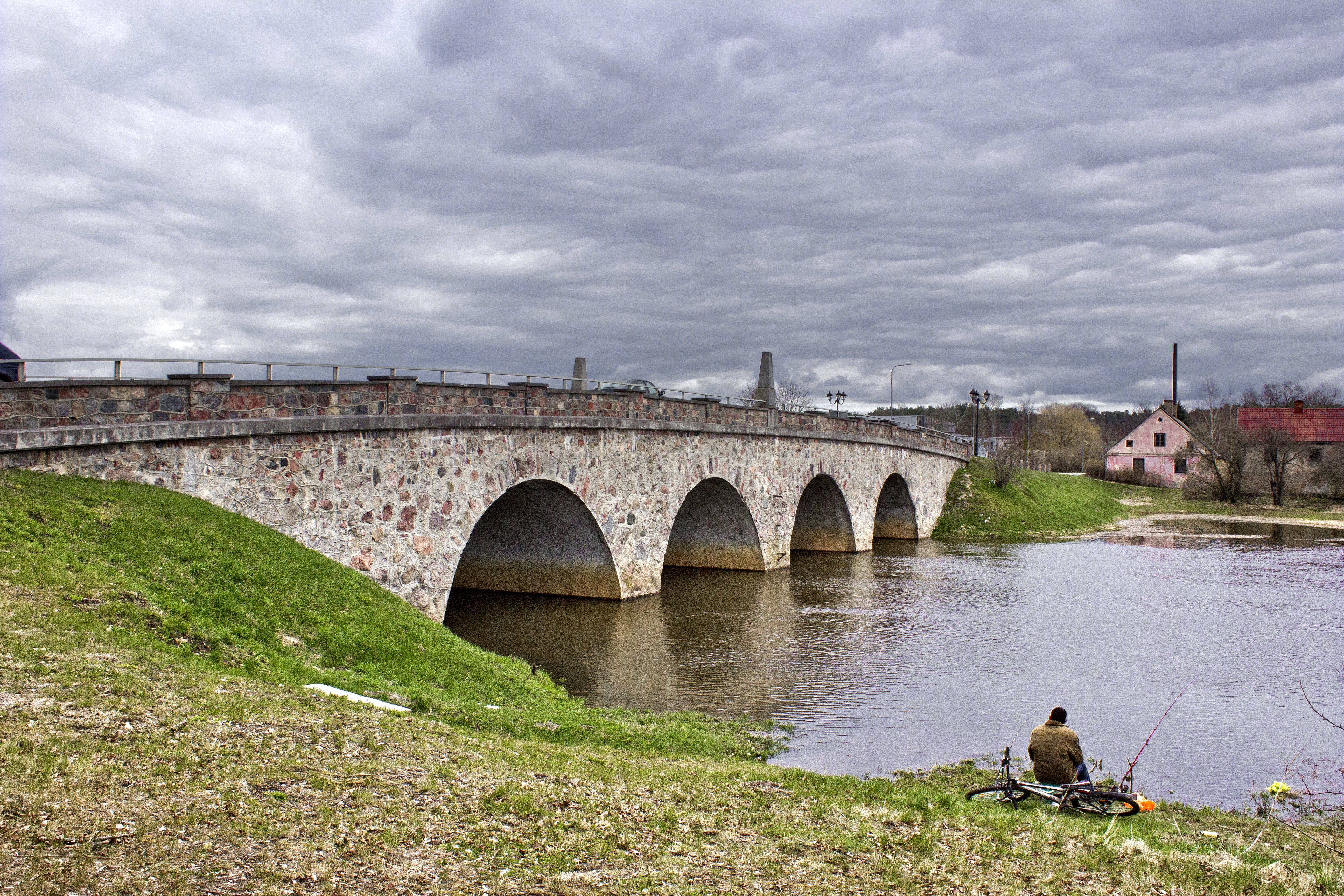
Brücke über die Abava

## Söhne und Töchter der Stadt
- August von Denffer (1786–1860), Departementspräsident des kaiserlich russischen Reichsrates, Senator und Gouverneur
- Alexander Bernewitz (1856–1919), deutsch-baltischer evangelischer Geistlicher und Märtyrer des 20. Jahrhunderts
- Albert Grühn (1859–1906), deutsch-baltischer evangelischer Theologe und Märtyrer des 20. Jahrhunderts
- Oswald Külpe (1862–1915), deutscher Psychologe und Philosoph
- Kārlis Mīlenbahs (1853–1916), lettischer Sprachforscher